# Sven Crona
Sven Hugo Eberhard Crona, född 29 april 1910 i Göteborg, död 12 januari 1986 i Lund, var en svensk jurist. 
Crona avlade organistexamen i Skara 1925, studentexamen 1929 och blev juris kandidat vid Lunds universitet 1933. Han blev amanuens vid Lunds stifts domkapitel 1934, e.o. stiftsnotarie 1947, förste stiftsnotarie 1955 och var byrådirektör där från 1964. 
Crona var sekreterare i psalmbokskommittén 1936, styrelseledamot i Södra Sveriges sjuksköterskehem från 1949, sekreterare i kyrkofullmäktige från 1934 och ordförande i taxeringsnämnden från 1940. Han var innehavare av Lunds Studentsångförenings silvermedalj.
Sven Crona var son till stadsaktuarie Eberhard Crona och Carin, född Holmdahl, sonson till Hugo Crona och dotterson till Svante Holmdahl. Han var far till Staffan Crona och Marianne Söderberg.